# Македонска патриотична организация „Вардар“ (Кливланд)
Македонската патриотична организация „Вардар“ е секция на Македонската патриотична организация в Кливланд, Охайо, САЩ. Основана е на 10 февруари 1926 година в дома на Никола Паргов и в присъствието на Йордан Чкатров. През 1929 година към дружеството е организирана женска секция, а предната година е осветено организационното знаме. Организацията изнася 11-я редовен конгрес на МПО.